# Christianisme au Tibet

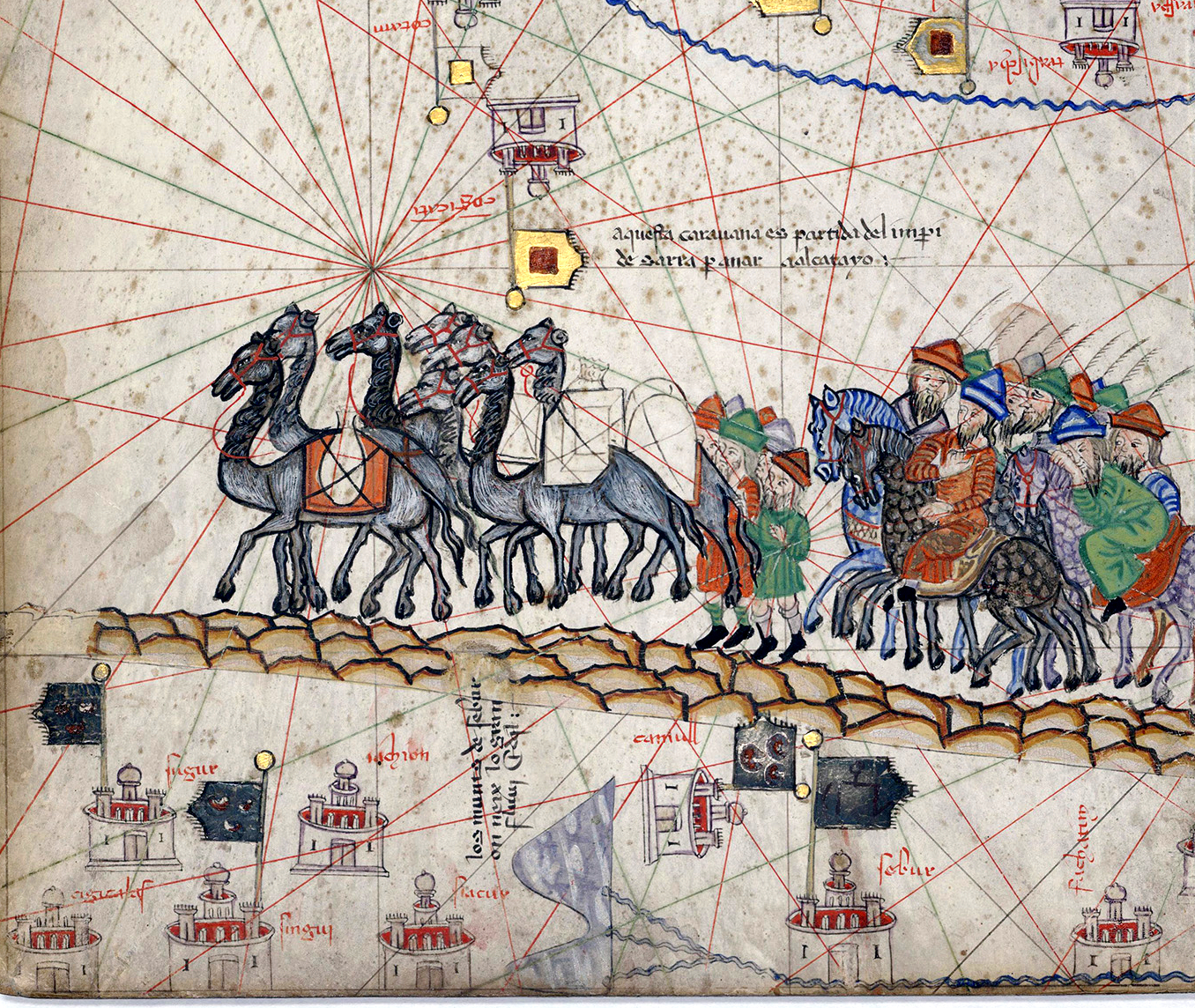
Caravane sur la Route de la soie, 1380.

Le Tibet, au cœur de l’Asie, est resté longtemps inconnu ou mal connu en Occident. Les premières traces de chrétiens au Tibet, sous l’empire tibétain, ne sont pas très nombreuses. Les premiers témoignages écrits d’Occidentaux datent du XIIIe siècle avec Jean de Plan Carpin (1180-1252), Guillaume de Rubrouck (1215-1295) ou Marco Polo (1254-1324) bien qu'aucun d’eux ne soit entré dans ce territoire. Ces trois premiers observateurs représentaient la religion chrétienne, et plus particulièrement catholique.
Les missionnaires sont les premiers Européens à visiter le Tibet, ils en étudient la langue, la culture et sont les témoins d’évènements importants. Leurs travaux restent une source précieuse pour l'Histoire, ils sont à l’origine de l’attrait des chercheurs occidentaux pour la culture de cette région mais leurs intentions premières étaient aussi et surtout « l’évangélisation » de ses habitants. Les idées véhiculées par ces premiers missionnaires ont survécu jusqu’au XXe siècle et l'Occident leur doit une certaine vision stéréotypée du Tibet. Ce sont aussi ces missionnaires qui sont à l’origine de la tibétologie par le regard de Desideri et grâce aux matériaux ethnographiques qu’ils ont rapportés. Ils ont été témoins de l’histoire du Tibet et ont permis les premières relations entre le Tibet et l’Occident.
Après l’approche du Tibet central par ces missionnaires, les protestants et les Missions étrangères de Paris se sont cantonnés à l’évangélisation des marges du Tibet. Ce qui ne les a pas empêchés d’étudier la langue et la société tibétaines en profondeur. Ce sont eux qui ont véritablement converti une partie des populations rencontrées qui survivent encore aujourd’hui.
Au XXIe siècle, de nouveaux missionnaires se rendent en Inde, en Assam et au Tibet même où leur action peut prendre, dans le contexte de la République populaire de Chine, un aspect politique.

## Des origines auXIVesiècle

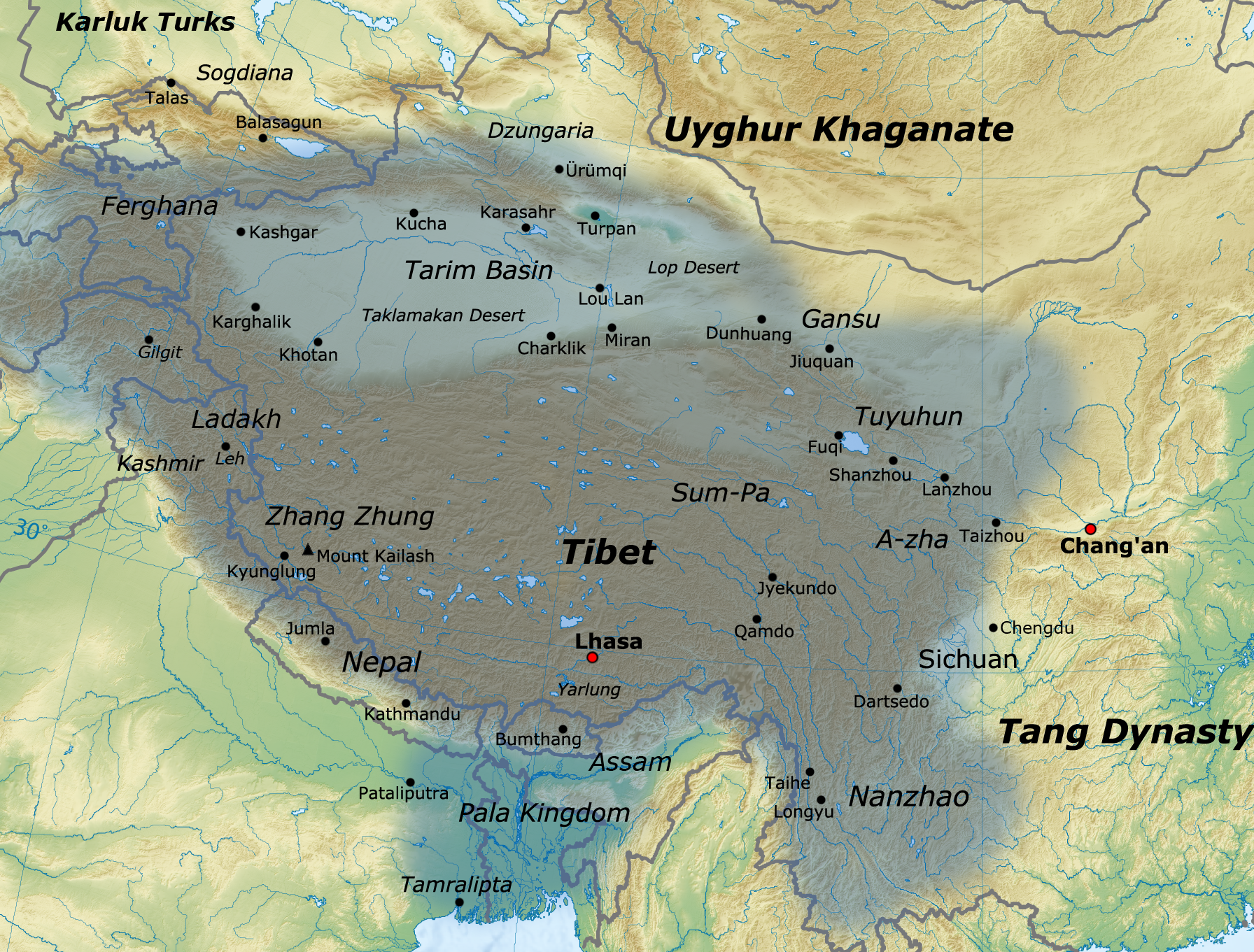
L'empire tibétain à son apogée vers 780-790

Les prémices du christianisme en Asie centrale et en Chine sont liés non pas aux missionnaires du XVIIe siècle mais à ceux du VIIe siècle. À cette époque, il y avait une circulation intense sur la route de la soie, des marchands, mais aussi toutes sortes de religieux aussi bien bouddhistes que chrétiens et manichéens. C’est aussi la période d’expansion de l’empire tibétain au-delà des limites montagneuses du haut plateau, à son apogée il s'étend de Xi'an à Talas et de Dunhuang au Gange.

### Diffusion du nestorianisme
Les premiers chrétiens s’installent dans les oasis des routes de la soie comme Yarkand, Kachgar ou Turfan avant de prendre contact avec la Chine des T’ang. Ces premiers chrétiens sont, pour la plupart, des nestoriens, considérés comme hérétiques lors du concile d'Éphèse en 431.
Nestorius (381-451), patriarche de Constantinople, affirme que le Christ existe en deux personnes : l’une humaine, l’autre divine. Ils admettent le Christotokos et la virginité de Marie mais rejettent le Theotokos. Ces détails théologiques, des spécificités liturgiques et certains objets de culte (par exemple, les croix ne représentent pas le Christ) permettent aux voyageurs, explorateurs et chercheurs européens de les identifier. En Mongolie, Guillaume de Rubrouck note : 
« Il prit la croix dans ses mains et demanda si l’effigie était celle du Christ. Je lui répondis que oui. Les nestoriens et les Arméniens ne mettent jamais sur leurs croix de figure du Christ ; il semble par là qu’ils jugent mal de la Passion ou en rougissent ».
De Rubrouck note aussi les divergences de leur liturgie qui a gardé des aspects anciens : 
« […] De là vient que les nestoriens, dans ces régions, ne joignent aucunement les mains en priant, mais prient les paumes ouvertes ouvertes devant la poitrine. Ils donnent à leurs temples la direction de l’Orient à l’Occident, et sur le côté nord ils construisent parfois une pièce qui ressemble à un chœur en saillie […] ».

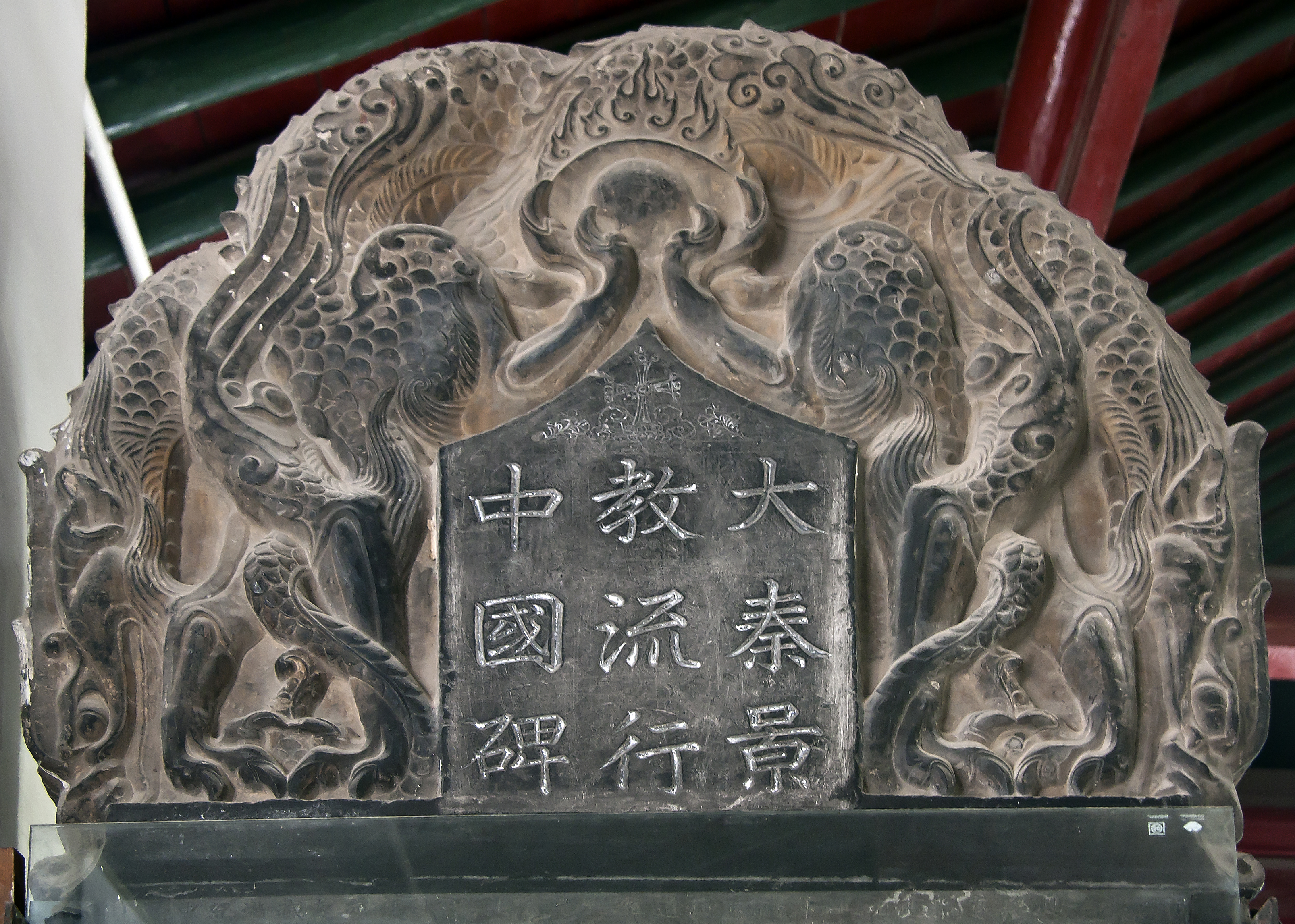
La stèle nestorienne, remerciement pour l’autorisation de la diffusion du christianisme

Liés avec la Perse, les nestoriens s’y réfugient et continuent leur route vers l’Est sur les traces de l’apôtre Thomas. En 635, le moine Alopen arrive à Chang’an (Xi’an, capitale de la dynastie Tang), où il rencontre l’empereur Taizong (599 — 649). En 638, un édit autorise la diffusion du christianisme dans l’Empire du Milieu. En 781, cette reconnaissance est marquée par l’érection d’une stèle à Si-nang-fu (près de Xi’an) présentant en chinois le christianisme appelé « religion radieuse ». Ils construisent ainsi des églises et des monastères aux côtés des pagodes bouddhistes et autres temples. Mais en 845, les nestoriens subissent, comme les bouddhistes et les manichéens, les restrictions et expulsions de l’édit de l’empereur Tang Wuzong (810-846). Les nestoriens restent présents en Asie, dispersés au sein de tribus mongoles et dans les oasis. Quelques chrétiens d’Arménie sont aussi cités, mais ce sont vers les nestoriens que les Mongols de l’Est vont se tourner grâce aux Öngüt, tribu turque convertie. À la suite de leur ralliement à ces Mongols, Gengis Khan (~1155-1227) établit une relation matrimoniale avec leur famille royale. On dénombre, dans les familles des Khan mongols, de nombreuses chrétiennes comme Chabi, une des femmes de Kublaï (1215-1294). Il y a aussi quelques hommes puisque Kublaï marie deux de ses petites filles à des princes Öngüt. Le christianisme devient très lié à l’Empire Yuan (mongol) et se trouve définitivement coupé de ses origines par l’Islam qui s'implante en Asie centrale. Ce rapprochement du pouvoir mongol lui permet d’exister mais les chrétiens tombent petit-à-petit dans l’oubli avec la fin de la dynastie Yuan en 1368[réf. nécessaire].

### Traces

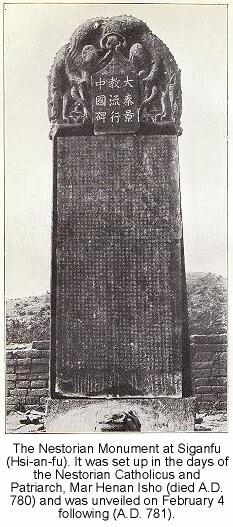
Stèle nestorienne de Xi’an

On trouve plusieurs références aux nestoriens dans les textes chinois. La stèle érigée à Xi’an en 781 est un témoignage encore plus marquant. Elle fut redécouverte vers 1625 par des jésuites après avoir été cachée à la suite des persécutions de Tang Wuzong. Nombre de chercheurs, dont Pelliot, l’ont étudiée. Ceci montre la position importante que les nestoriens ont pu prendre dans une région proche de l'Empire du Tibet à son apogée.

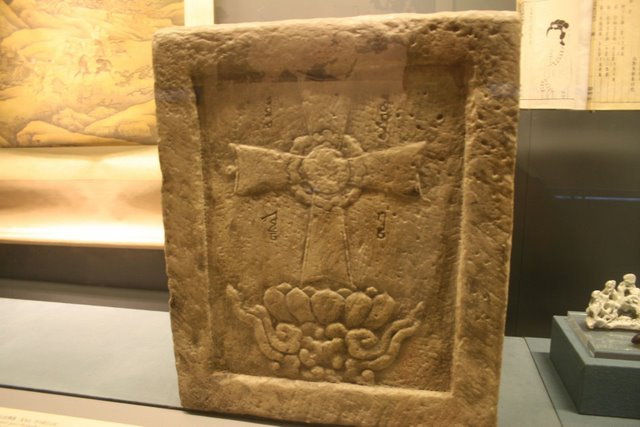
Tombe nestorienne Yuan

À Dunhuang, dans les Grottes de Mogao, (carrefour entre les civilisations chinoises, tibétaines, ouïgoures et d'autres) outre des manuscrits chrétiens intitulés Sutra de Jésus, le Sutra des enseignements du vénéré ou Éloge à la sainte trinité, Aurel Stein a découvert aussi une peinture sur soie représentant très probablement un saint chrétien. Au premier abord, il ressemble à un Bodhisattva, d’autant plus que le style est chinois, mais les croix qui ornent le collier et la couronne permettent aux chercheurs de considérer que cette peinture est chrétienne. Il y a aussi des croix nestoriennes dessinées sur des documents tibétains datant du IXe siècle, notamment sur les Pelliot Tibétains (PT) en 1182 et 1676. Selon Marcelle Lalou, qui a étudié la croix du PT 1182, elle est antérieure à 1035 et serait vraisemblablement datable d’entre 760 et 851. Selon Sam Van Schaik, on peut aussi apprécier la croix sur le document IOL Tib J 766, mais les inscriptions qui l’accompagnent ne donnent aucune indication. Dans le PT 351, qui est un livre de divination (en Tibétain: mo) adapté au bouddhisme, on trouve le nom de « Jésus le Messie » sous le terme Ishi Mishiha (en tibétain : I-shi myi-shi-ha). Ce nom provient du Syriaque, langue liturgique des nestoriens, et que l’on retrouve aujourd’hui encore dans de nombreuses langues d’Asie (comme en hindi, Isa Misa). En tibétain on utilise aujourd’hui le terme de Ye-shu, I-shi myi-shi-ha n’est plus utilisé, en cela la connaissance du christianisme au Tibet provient davantage des missionnaires jésuites et capucins que des nestoriens. Pourtant, la première syllabe Ye pourrait aussi faire penser à une influence des langues sémitiques. D’autres détails de ce texte rappellent le christianisme comme « juge à la droite de Dieu » ou « ciel à sept étages ».

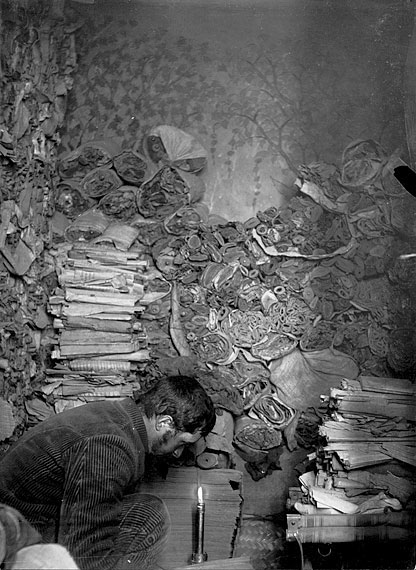
Paul Pelliot dans la bibliothèque de la grotte 17.

Un autre texte tibétain traite indirectement du christianisme. Il s’agit du traité de l'empereur tibétain, Trisong Detsen (ca 755-797) (tib : Khri-srong de’u-btsan), le Kayang dagpa tshèma lèdo tupa (tib. : bKa’-yang dag-pa’i tshad-ma las-mdo btus-pa), ce texte traite des manichéens. Le manichéisme et le nestorianisme ont pénétré parallèlement en Asie, Mani fut d’abord chrétien avant de « former » sa propre religion. Dans ce texte, intégré au Tengyour (tib : bsTan-‘gyur), l’empereur justifie son choix pour le bouddhisme indien comme religion de l’État. On trouve ainsi l'occurrence de : Parsi Yön chèn marmané (tib : par-sig g.yon-chen mar-ma-ne), le premier terme se référant aux origines persanes de Mani. Quant au nom même mar-ma-ne, il est précédé de mar, le saint en syriaque.
Par ailleurs, il y a aussi des pétroglyphes représentant des croix et des colombes au Baltistan et au Ladakh (tib : La-dvags). Il y a plusieurs descriptions, mais toutes n’ont pas été photographiées et recensées. Il y en a plusieurs au Ladakh, dont une près de Drang-rtse (tib.), mais aussi à proximité du lac Tsomoriri ( Wylie : mTsho-mo-ri-ri, THL : Tsomoriri, dans le District de Leh). Certaines ont été bien décrites par Francke. Elles ont été datées de la première moitié du IXe siècle. Toutefois, il se pose toujours le problème de la datation de ces sources épigraphiques. 
Il y a aussi, en plus des traces écrites, des vestiges archéologiques. Comme en Mongolie-Intérieure où on retrouve des tombes nestoriennes, notamment dans l’Ordos. En 1929, Sven Hedin découvre les ruines d’Olon Süme (en), des campagnes de fouilles subséquentes permettent de trouver des croix et ce qui semble être les vestiges d’une église. L’empire tibétain a incorporé la région d’Ordos.
Au Tibet, on retrouve toutes sortes d’objets en bronze appelés thogcha (tib : thog-lcags), très prisés des Tibétains. Parmi ces thogchas, il y a des ornements de style centre-asiatique, mais aussi, selon Matthew Kapstein, des croix nestoriennes. Outre un boisseau incrusté d’une croix, Giuseppe Tucci a rapporté plusieurs croix, mais aussi des colombes. Ces thogchas ressemblent aux « sceaux-amulettes » Öngüt trouvées en Mongolie. Toujours selon Kapstein, le deuxième Karmapa, Karma Pakshi, participa à un débat organisé par Möngke Khan (1208-1259) en 1256. Il put débattre avec des nestoriens, des taoïstes et peut être aussi des catholiques occidentaux.

### Influences
Même si les preuves matérielles de contacts avec l’empire tibétain existent, les nestoriens n’ont pas vraiment influencé les Tibétains. Étant donné leurs emplacements sur la route de la soie, ils n’ont pas non plus été en rapport avec la population tibétaine, mais avec des soldats. Les rapprochements avec la société tibétaine ont pu se faire dans la région de l’Amdo (tib : A-mdo), proche des Turcs et des Mongols qui ont été beaucoup plus touchés par le christianisme. De plus, les influences possibles ont pu se faire dans les deux sens.
Le Tibet a compté au VIIIe siècle un métropolite, avec plusieurs évêques sous son autorité. Le patriarche Timothée Ier (728-823) fait mention des chrétiens du Tibet dans une lettre écrite en 782. Dans celle envoyée à son ami Serge, métropolite d'Élam (en Perse), il écrit en 794 : « Ces jours-ci, l'Esprit consacra un métropolite pour les Turcs ; nous en préparons un autre pour les Tibétains »,.
D’autre part, selon Snellgrove, des rituels de longue vie (tib : Tshe-dbang), Nyingma (tib : rNying-ma) et Bön seraient des copies de rites nestoriens.
On pourra mentionner les réflexions des pères Huc et Gabet (1808-1853) au milieu du XIXe siècle. Frappés par les similitudes qu’ils perçoivent entre le catholicisme et le bouddhisme, ils vont se convaincre qu’il existe un lien. Les mêmes observations ayant été faites au Bhoutan au XVIIe siècle, cet amalgame est probablement plus lié à leurs motivations. Pourtant certains points semblent intéressants, Huc cite l’utilisation des chapelets, le célibat des moines, le culte des saints, les processions, la psalmodie… Par ailleurs, il rapporte une légende au sujet de la naissance de Tsongkapa (1357-1419) (tib : Tsong-kha-pa) :
« A l’âge de trois ans, Tsong-Kaba (sic.) résolut de renoncer au monde et d’embrasser la vie religieuse. Chingtsa-tsio, pleine de respect pour le saint projet de son fils, lui rasa elle-même la tête, et jeta sa belle et longue chevelure à l’entrée de la tente. De ces cheveux naquit spontanément un arbre dont le bois répandait un parfum exquis, et dont chaque feuille portait, gravé sur son limbe, un caractère de la langue sacrée du Thibet. Dès lors, Tsong-Kaba vécut dans une si grande retraite qu’il fuyait même jusqu’à la présence de ses parents. […] Pendant que Tsong-Kaba s’occupait ainsi à purifier son cœur par l’assiduité à la prière et les pratiques d’une vie austère, un lama, venu des contrées les plus reculées de l’Occident, passa par hasard dans le pays d’Amdo, et reçut l’hospitalité sous la tente de Lombo-moke. Tsong-Kaba, émerveillé de la science et de la sainteté de l’étranger, se prosterna à ses pieds et le conjura de lui servir de maître. Les traditions lamaïques rapportent que ce lama des contrées occidentales était remarquable non seulement par sa doctrine, dont la profondeur était insondable, mais encore par l’étrangeté de sa figure. On remarquait surtout son grand nez, et ses yeux qui brillaient comme d’un feu surnaturel. L’étranger, étant également frappé des qualités merveilleuses de Tsong-Kaba, ne balança point à le prendre pour son disciple. Il se fixa donc dans le pays d’Amdo, où il ne vécut que quelques années. Après avoir initié son disciple à toutes les doctrines admises par les saints les plus renommés de l’Occident, il s’endormit sur une pierre, au sommet d’une montagne, et ses yeux ne se rouvrirent plus. Tsong-Kaba, privé des leçons du saint étranger, n’en devint que plus avide d’instruction religieuse. » 
La vision de Huc est déformée par ses idées préconçues sur les liens entre le bouddhisme et le christianisme, il en était de même pour d’autres missionnaires antérieurs. D’autre part, Huc est le seul à rapporter cette histoire et il ne cite pas ses sources.
Si des analogies entre bouddhisme et christianisme ont été possibles, celles-ci, selon Jean Dauvillier, révèlent l’ignorance de la liturgie chaldéenne. Les missionnaires se sont comparés au bouddhisme en considérant que les nestoriens avaient la même liturgie que les catholiques. Pourtant les points de comparaisons qui ont été faits entre bouddhisme et nestorianisme, considérant qu’il y avait eu réutilisation des symboles, peuvent être presque tous réfutés. En effet, Dauvillier explique précisément les différences entre liturgie catholique et chaldéenne quant à la différence des crosses, des mitres (bîrûnâ pour les Chaldéens). De plus, il affirme que ces premiers chrétiens n’utilisaient ni rosaire ni eau bénite. Il ne voit donc pas d’influences évidentes entre le bouddhisme et les nestoriens dans les objets de culte.
D’autres influences, dans les deux sens, sont prouvées dans certaines légendes et paraboles. La vie de Bouddha est devenue une vie de saint chrétien, la légende de saint Barlaam et Josaphat, qui fut transmise à l’Europe médiévale. La légende des Sept Dormants d'Éphèse se retrouve dans les milieux bouddhistes.
Un autre témoignage étonnant est celui, en 1602, du jésuite Bento de Goës (1562-1607), qui fut surpris d'entendre le roi de Kachgar reconnaître dans la doctrine qu'il lui expose, la religion de ses ancêtres.

## XVIIeetXVIIIesiècles
La fin de la Dynastie Yuan marque la fin d’une chrétienté florissante en Chine et en Asie. S’ensuit une période d’oubli. En Asie, les communautés ne sont plus soutenues et protégées de l’avancée musulmane. Au XVe siècle, les explorations maritimes portugaises et espagnoles inaugurent une nouvelle ère de relations, leurs navires embarquent aussi bien des commerçants que des missionnaires, aux buts divergents.

### Motivations

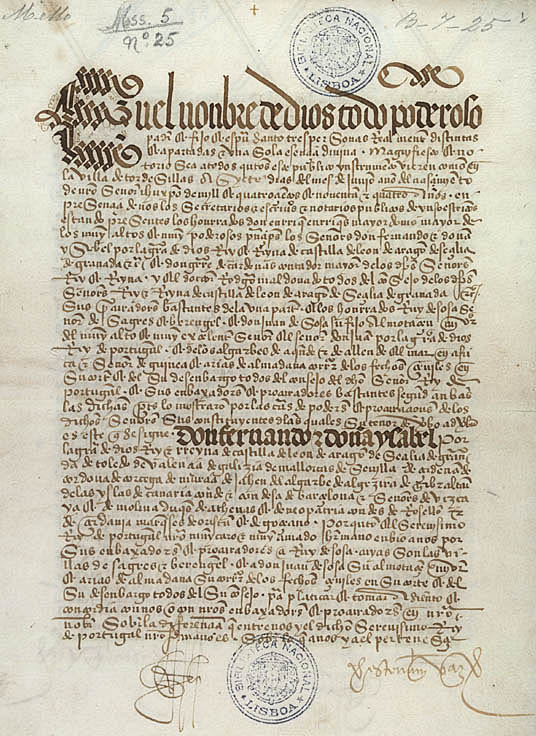
Traité de Tordesillas

C’est l’époque de la découverte de l’Amérique, mais aussi du contournement de l’Afrique. Les Européens peuvent ainsi atteindre l’Inde et la Chine par la mer. Le traité de Tordesillas, signé entre Espagnols et Portugais en 1494, donne le contrôle de l’Asie aux Portugais. Un évêché est fondé en 1534 à Goa et devient archevêché en 1558. Malgré leur bonne implantation en Inde, les Portugais vont mettre du temps avant de s’aventurer à l'intérieur des terres. La croyance en un peuple chrétien oublié va les inciter à s’engager plus loin, au-delà des montagnes : nombre de missionnaires partent en quête du royaume du prêtre Jean. Sa localisation est difficile, et bien qu’il soit identifié à l'Éthiopie, le pays de Cathay en Asie pourrait aussi en faire partie. Cathay, quoique ce nom soit déjà utilisé depuis le Moyen Âge, est mal identifié à l’époque et l’intérêt des missionnaires pour cette région devient grandissant. 
Les marchands musulmans colportent des rumeurs selon lesquelles au-delà des montagnes, il existe un peuple chrétien. Dans cette partie de l'Asie, deux points de vue musulmans coexistent vis-à-vis des bouddhistes : l’un considère le bouddhisme comme une forme de christianisme pouvant être soumise à l’impôt mais aussi respectée, l’autre le dénonce comme une religion idolâtre à éliminer. C’est la première de ces conceptions qui induisit en erreur les premiers missionnaires. 
On avait aussi connaissance des nestoriens, d’ailleurs, le prêtre Jean était considéré comme tel. Le nom de Jean serait Jonas et le pays se dénomme aussi « Cambala ». Ce terme rapproche cette région de la Chine, la capitale sous la dynastie Yuan était Khanbalik. De plus, en 1603 on dit que le Cathay est « tout contre la muraille de Chine ». Mais le nom de « Cambala » s’apparente aussi au royaume mythique de Shambala (skt) (tib : bDe-’byung). Ce serait comme une terre pure terrestre, qui ne peut pas être située mais qui s’atteint au bout d’un chemin spirituel. Shambala est représenté comme un pays entouré de montagnes et gouverné par une lignée royale ayant sous sa responsabilité toute une population bouddhiste. Si on compare le Cathay avec Shambala, on pourrait dire que c’est une terre promise, une terre de paix où la religion permet le bonheur de tous les habitants. Les descriptions du Cathay semblent ainsi s’apparenter au jardin d’Éden, à un paradis terrestre ou à l’endroit idéal pour construire une nouvelle Jérusalem.

C’est ainsi qu’après ses séjours au Tibet, Andrade partageait avec d’autres jésuites l’idée selon laquelle la découverte du Tibet était un signe parousiaque. Il cite Isaïe 18, 7 et fait une lecture littérale du texte assimilant terre promise et sommet du monde, le Tibet et Sion.
Plusieurs missionnaires vont donc partir enquêter, notamment Bento de Goës qui va sur les routes de la soie vers Kashgar. Il y rencontre un prince tibétain prisonnier nommé Gonpo Namgyal (tib : mGon-po rNam-rgyal) avec qui il discute de ses origines. À la suite de cet entretien, Bento de Goes conclut que ce peuple est chrétien. À Goa, ses lettres encouragent vivement les autorités à envoyer une délégation de l’autre côté des montagnes.

### Première période 1624-1661

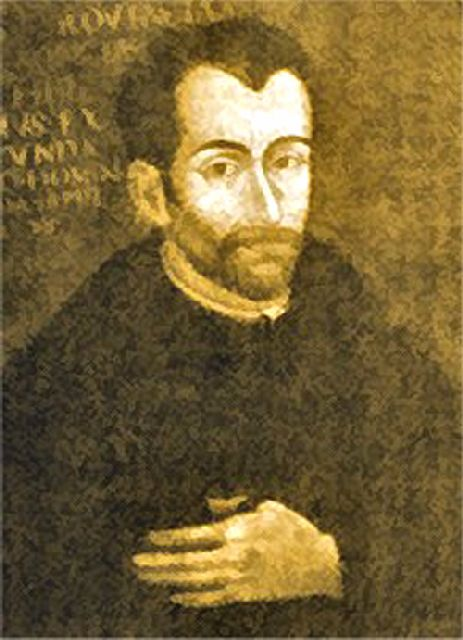
António de Andrade

Plusieurs missionnaires tentent de vérifier ces rumeurs. En 1624, Antonio de Andrade et Manuel Marques arrivent à l’Ouest du Tibet au royaume de Guge (tib : Gu-ge), à Tsaparang (tib : rTsa-brang). Ces deux jésuites dépendent de la province de Goa, ils arrivent d’Inde, où la politique syncrétique d’Akbar (1542-1605), maintenu par son fils Jahângîr (1569-1627), leur permet d’évoluer librement dans un environnement sous autorité musulmane.
À Tsaparang, ils reçoivent un bon accueil auprès du roi Tri Tashi Dragpa (tib : Khri bKra-shis Grags-pa). Leur premier séjour est court, ils ne restent qu’un mois mais s’installent durablement l’année suivante. Andrade raconte que le roi et la reine étaient disposés à se convertir, mais il refuse, leur promettant de revenir. Entretemps il converse régulièrement avec eux en persan par l’intermédiaire d’un interprète. Un décret est prononcé autorisant notamment de construire une église et de ne pas avoir foi aux musulmans. En 1626, de nouveaux missionnaires arrivent à Tsaparang et la première pierre de l’église est posée en avril. Une station missionnaire est aussi fondée un an plus tard plus au Nord, à Rudok (tib : Ru-thog). Selon Andrade, une fois suffisamment instruit, le roi souhaite vivement se faire baptiser, c’est alors que les autorités bouddhistes tentent de l’en dissuader, présentant les risques politiques liés à sa conversion. Parmi ces lamas il y a l’oncle et le frère du roi, cette opposition peut ainsi apparaître comme une lutte de pouvoir. Le roi accepte de faire une retraite durant deux mois chez son frère pour réfléchir au problème. À la suite de ce différend, Andrade a l’occasion de dialoguer avec les maîtres bouddhistes. Mais, aveuglé par l’idée du bouddhisme véhiculé auparavant, il ne fait pas de description du Dharma (skt) et n’en fait mention que pour conforter ses thèses comparant ainsi la Sainte Trinité aux trois joyaux : Buddha, Dharma, Sangha (tib : dKon-mchog-gsum). Le bouddhisme étant ainsi, comme le souligne Hugues Didier, qu’une « altération paganisante de leur propre monothéisme », Andrade rejoint ici une des conceptions musulmanes du bouddhisme.
La même année, à Lisbonne, est publié le texte du père de Andrade, La redécouverte du Grand Cathay ou Royaume du Tibet, ce texte, d’abord publié en portugais, est rapidement traduit pour toute l’Europe. Mais, selon Hugues Didier, il y a des omissions, voire des tromperies faisant de ce récit une « entreprise publicitaire » pour les missions. En effet, les missions se révèlent être un gouffre financier, et les jésuites en particulier n’hésitent pas à faire toutes sortes de commerces pour remplir la trésorerie. Le texte de Andrade rapporte des fonds pour la mission du Tibet, mais est aussi à l’origine de tensions au sein de la province jésuite d’Inde.

Durant l’hiver 1626-27, le roi se met à persécuter les lamas. En 1630, les lamas se révoltent, le roi du Ladakh entre en scène et fait prisonnier Tashi Dragpa ainsi que la plupart des chrétiens, s’emparant ainsi de Guge. Cette même année, la station de Rudok est détruite. Pendant ce temps, alors que d’autres missionnaires prennent place, des lettres sont envoyées à Goa traitant de la persécution des lamas par le roi. En 1630, Andrade repart pour Goa puis Francisco de Azevedo (1578-1660) part en tant que « visiteur » (inspecteur) à Tsaparang, et repart quelques mois plus tard via le Ladakh où il rencontre le roi Sengué Namgyal (tib : Seng-ge rNam-rgyal). Jusqu’en 1641, les jésuites tentent encore de s’implanter à l’Ouest du Tibet. En 1640, un groupe accompagné de Marques est fait prisonnier sur la route de Tsaparang, Marques meurt en prison en 1641, cet événement marque la fin temporaire de la mission jésuite au Tibet. Parmi les traces, on a retrouvé des fragments de bible en portugais dans un masque en papier mâché.

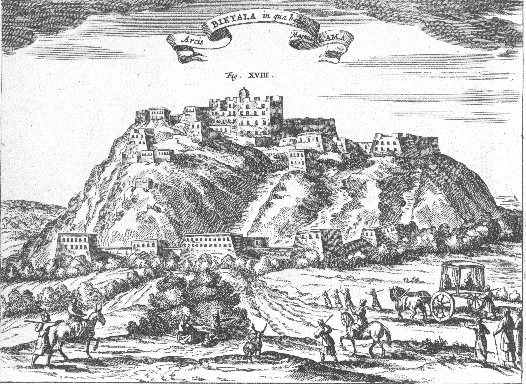
Le Potala dans China Illustrata d'Athanasius Kircher

En 1626, à l’Est, Estêvão Cacella et João Cabral, d’autres jésuites dépendant de la province de Cochin se mettent en route vers le Tibet central depuis le Bengale. Ils arrivent tout d’abord au Bhoutan en 1627 et s’installent à Paro (tib : sPa-ro). Ils rencontrent le fondateur du royaume, Chabgroung Ngawang Namgyal (1594-1651) (tib : Zhabs-drung Ngag-dbang rNam-rgyal). En 1628, Cabral se rend à Shigatsé (tib : gZhis-ka-rtse), il y reste peu de temps puis tente de rejoindre Tsaparang, mais il renonce et rentre au Bengale en passant par le Népal. Cacella arrive à son tour à Shigatsé peu après, le roi Desi Tsangpa Karma Tènkyong Wangpo (1599-1642) (tib : sDe-srid gTsang-pa Karma bsTan-skyong dBang-po) demande le retour de Cabral. De nombreux allers-retours entre le Tibet central et le Bengale s'ensuivent. D’autre part, des relations épistolaires avec les missionnaires de Guge sont possibles. Après la mort de Cacella à Shigatsé en 1630, et la nouvelle des conflits à Guge, Cabral repart définitivement en 1632. Ils sont les premiers à faire référence au Bouddha sous le nom de Shâkyamuni (skt) (Chescamoni dans les textes portugais). Par ailleurs, ils font le rapprochement de Cathay avec le royaume mythique de Shambala.
En 1661, Jean Grueber et Albert d’Orville (1621-1662), rentrant de Pékin, passent à Lhassa. Ils partent de Pékin pour rentrer en Europe, le blocus hollandais sur Macao les empêchant de partir par la mer, ils voyagent alors par voie terrestre pour rejoindre l’Inde. Ils sont les premiers Européens à passer par Lhassa, où ils arrivent le huit octobre 1661, ils repartent à la fin novembre. D’Orville mourut d’épuisement à Āgrā l’année suivante. Grueber va rencontrer Athanasius Kircher et le conseiller pour sa China Illustrata. Malgré tout, Grueber y voit de nombreuses lacunes que l’auteur ne corrige pas. On continue à produire une image fausse du Tibet jusque dans les gravures comme celles bien connues de Lhassa où le graveur a ajouté des personnages et des éléments occidentaux.

### Deuxième période 1707-1745
Ces premières explorations permettent de mieux estimer l’étendue du Tibet ; les cartes s’améliorent. La seconde vague missionnaire au Tibet comporte moins l’idée de recherche du Cathay, mais bien que critiques, les missionnaires pensent encore qu’il existe un lien entre bouddhisme et christianisme. En 1704, la Propaganda Fide, fondée en 1622 pour s’occuper de la diffusion du catholicisme, décide de confier l’évangélisation du Tibet aux capucins tout en autorisant les jésuites à reprendre leurs activités à l’Ouest. En 1642, Gushri Khan (~1607-1655) donne au 5e dalaï-lama, Lob-sang Gyatsho (1617-1682) (tib : bLo-bzang rGya-mtsho), le pouvoir temporel et spirituel sur le Tibet. Cette nouvelle politique mise en place par les Mongols par la force permet une certaine unification des royaumes du Tibet. Les missionnaires abordent ainsi Lhassa comme centre d’un pouvoir récemment instauré et encore troublé.

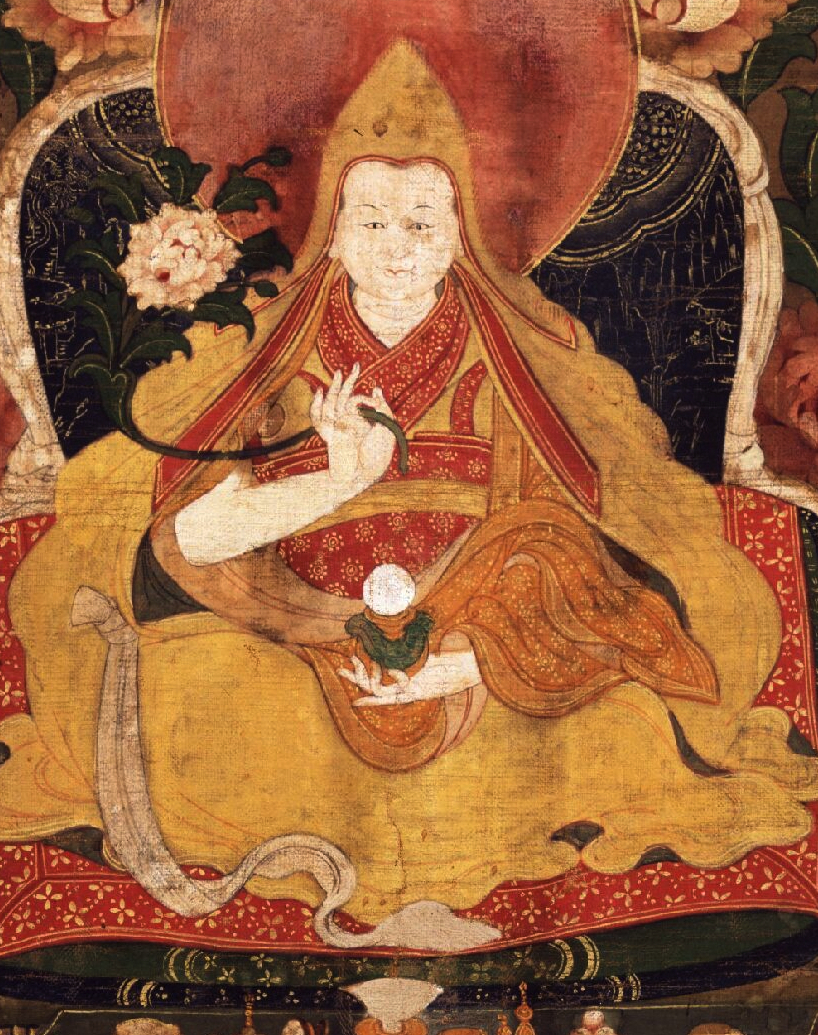
Le 7e dalaï-lama Kalzang Gyatsho qui accueillit della Penna et Desideri

En 1707, un groupe de capucins, dont François de Tours et Giuseppe d’Ascoli, arrive à Lhassa en reconnaissance. En 1712, Domenico Da Fano (1674-1728), vicaire apostolique, et un groupe comprenant Francesco della Penna repart à Rome pour demander de l’aide. Da Fano fait un premier travail sur la langue qui permettra à Étienne Fourmont (1683-1745) en 1722 de déchiffrer un manuscrit offert à l’Académie des inscriptions et belles-lettres par Pierre le Grand. Da Fano démissionne pour laisser sa place au père della Penna. Les missions sont réorganisées et certaines sont ouvertes au Népal sur la route du Tibet. En 1716, peu après Ippolito Desideri, della Penna, qui deviendra pilier de cette mission, est de retour à Lhassa, il s’en éloigne quelque temps durant l’invasion Dzungare. Un calme précaire revenant, della Penna et les capucins entament vraiment leur travail à Lhassa. Ils sont reçus par le roi Lhazang Khan (?-1717) (tib : Lha-bzang khan) à qui ils exposent leur volonté. Celui-ci les invite à améliorer leur pratique de la langue. Della Penna et Desideri partent étudier au monastère de Séra (tib : Se-ra). Ils ont un professeur, peuvent discuter avec les moines et ont accès à la bibliothèque. Partageant tous les deux la vie des moines, ils améliorent leur connaissance de la culture tibétaine. Della Penna quitte Séra neuf mois plus tard, mais il continue son travail sur la langue avec l’aide de lamas pendant quatre ans. En 1732, son dictionnaire, commencé au monastère, comporte environ 33 000 mots. Le « lama à tête blanche » comme on l’appelait s’intègre bien dans la population, auprès du 7e dalaï-lama (sKal-bzang rGya-mtsho, 1708-1757), de Khanchèné (?-1727) (tib : Khang-chen-nas) et de Pholané (1689-1747) (tib : Pho-lha-nas). Parallèlement, le père Giovacchiono, un autre membre de la mission, propose ses services de médecin. Le gouvernement lui donne des privilèges et lui propose de l’aider financièrement, mais les capucins refusent afin de rester libres. Ils ont eu toutefois l’autorisation d’acheter un terrain et de construire une église qui est bénie en 1725. L’expulsion des Dzungares, la « guerre civile » et l’établissement des ambans Mandchous en 1727-28 ne dérangea pas la mission qui subsiste. 

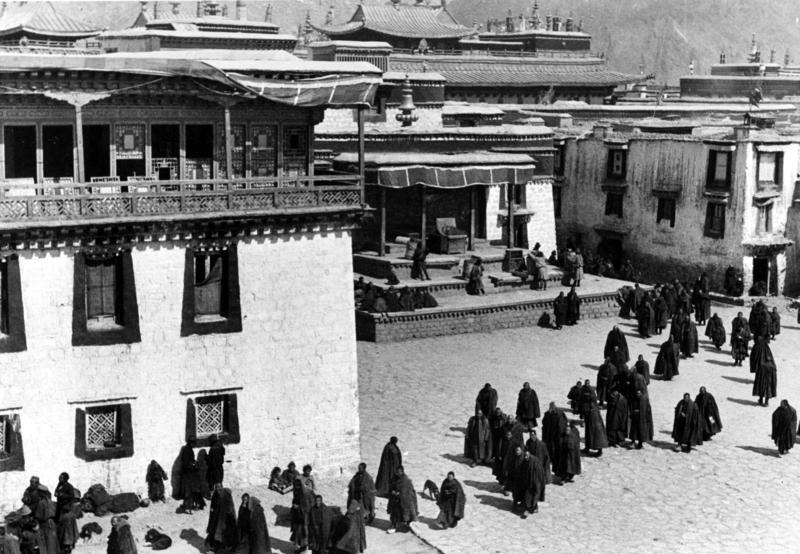
Le Jokhang à Lhassa

En 1732, della Penna part pour Rome avec une lettre du dalaï-lama pour le pape. Il arrive en 1736 où il reçoit l’aide du cardinal Belluga (1662-1743) qui fait fondre des caractères d’imprimerie tibétains dans l’idée d'installer une imprimerie à Lhassa. Il repart de Rome en 1738 pour arriver à Lhassa en 1741 avec de plus amples moyens et des lettres pour le dalaï-lama. Mais le Tibet a changé sous l’influence mandchoue qui se méfie des Occidentaux. Jusqu’alors les convertis étaient surtout des Chinois et des Népalais, mais au retour de ce groupe de missionnaires, une vingtaine de Tibétains se convertissent et se mettent à refuser les bénédictions du dalaï-lama et les « services obligatoires » (tib : ‘u-lag). Le 22 mai 1742, après un procès, cinq chrétiens tibétains sont condamnés à des coups de fouet. Le vide se fait autour de la mission et les derniers missionnaires partent en 1745. L’église est démolie, le seul témoignage restant est une cloche gravée de l’inscription en latin “Te deum laudamus” transportée au Jo-khang (tib). Della Penna meurt peu après à Patan au Népal. Au 20 novembre 1745, fin de la mission, on compte : vingt missionnaires, quarante et un ans d’implantation, vingt baptisés, vingt catéchumènes et sept missionnaires survivants. Durant cette période, della Penna traduit de nombreux textes du tibétain à l’italien comme le Lam-rim (tib) de Tsongkapa et la vie de Bouddha ; mais aussi des textes de théologie chrétienne en tibétain, notamment des traités de Robert Bellarmin (1542-1621). Il décrira le fonctionnement du gouvernement, l’activité commerciale de Lhassa et la disparition du 6e dalaï-lama. Lors de son séjour à Rome, il participe à l’écriture de L’Alphabetum Tibetanum du père Giorgi. Bien que confus et ambigu, cet ouvrage resta pendant longtemps le seul disponible en Occident traitant du Tibet et de sa civilisation.
Parallèlement, les jésuites tentent de reprendre place à l’ouest. Desideri et Manuel Freyre traversent le Tibet à partir de Leh (tib :Gle) pour rejoindre Lhassa peu avant della Penna. Leur voyage dure dix mois, ils passent à proximité du mont Kailash (skt) (tib : Khangs Rin-po-che) et du lac Manasarovar (skt) (tib : Ma-pham g.yu-mtsho). Arrivé à Lhassa, Freyre rentre en Inde, laissant Desideri rentrer au monastère de Séra. Ce dernier étudie le tibétain et le bouddhisme à Séra ainsi qu’au Ramoché (tib : Ra-mo-che) et écrit un premier traité en tibétain pour expliquer le christianisme qu’il présente aux autorités qui l’encouragent. Il s’éloigne quelque temps de Lhassa durant la guerre pour y revenir brièvement ensuite. Il aide les capucins à s’implanter, mais reçoit l’ordre de partir en 1721, l’évangélisation du Tibet ayant été attribuée aux capucins, non aux jésuites. Il compose en tout cinq traités dont L’essence de la Perfection chrétienne dans lequel il tente de présenter le bouddhisme face au christianisme et à l’idée de Dieu. Dans ces textes, il utilise les techniques d’argumentation utilisées par les moines et accepte dans le bouddhisme tout ce qui n’est pas contraire à l’enseignement catholique (comme les règles morales). Il travaille encore sur le Tibet et prépare la publication d’une encyclopédie : La Relation sur le Tibet, interdite de publication et censurée par la Propaganda Fide. Ces textes, retrouvés à la fin du XIXe siècle, sont étudiés et édités.

## XIXeetXXesiècles
Entre 1642 et la fin du XVIIIe siècle, le Tibet et sa politique ont beaucoup changé. En 1642, l’instauration du dalaï-lama à la tête d’un Tibet unifié par les Mongols est comparable à la Révolution française tant le changement politique est important. Mais ce nouveau régime est vite menacé, l’ouverture du début du XVIIIe siècle va être petit à petit interrompue par l’influence mandchoue, notamment avec l’instauration des ambans à Lhassa. À la suite de ces changements, les missionnaires se rendant désormais au Tibet ne sont plus animés par les mêmes motivations et ne reçoivent pas le même accueil.

### Les pères Huc et Gabet

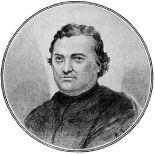
Le père Huc

Même si les pères Huc et Gabet atteignent Lhassa un siècle après le départ des derniers capucins, ils se rapprochent plus de ces derniers que de leurs successeurs. Leurs motivations ont changé, mais ils partent de leur plein gré, et avec enthousiasme. Ils n’hésitent pas à s’intégrer dans la culture locale à l’image de Matteo Ricci. Le récit du père Huc, Souvenirs d’un voyage dans la Tartarie et le Thibet, est encore aujourd’hui une référence lorsque l’on s’intéresse au Tibet.
Le père Huc et son compagnon le père Gabet appartiennent à la Mission de Mongolie, Xiwanzi. Après avoir passé quelque temps en Mongolie-Intérieure et s’être familiarisés avec le mongol, Huc et Gabet sont envoyés par leur supérieur, Mgr Mouly, dans le centre de la Mongolie, chez les Khalkhas. Ils avaient déjà côtoyé des monastères bouddhistes en Mongolie et s’étaient mis à l’apprentissage du tibétain. En chemin, ils comprennent de plus en plus l’influence du Tibet sur la religion en Mongolie ; d’autant plus que le Jetsundamba (tib : rJe-btsun Dam-pa), autorité spirituelle en Mongolie n’a que cinq ans. Ils décident donc de partir vers le sud-est et Lhassa plutôt que d’aller au Nord, à Urga comme prévu par leur supérieur.
Huc et Gabet voyagent dans un empire mandchou en plein changement politique sur le plan international, mais aussi vis-à-vis du Tibet. De plus, la Société des Missions étrangères demande à Rome que le Tibet leur soit rattaché avec le Yunnan et le Sichuan ; le Tibet étant alors toujours rattaché au vicaire apostolique d’Agra et aux capucins.
À l'arrivée du père Huc à Macao en 1839, la guerre de l’opium commence. Une  accalmie en 1841 lui permet de partir pour sa mission de Mongolie où se trouve déjà Gabet. La traversée du territoire chinois est difficile et dangereuse pour les missionnaires, mais la fin de la guerre de l’opium et les traités qui en découlent changent beaucoup de choses pour les missionnaires, les Français en particulier. Le traité de Whampoa (Huangpu) en 1844 et l’édit sacré de l’empereur en 1846 ouvrent des ports aux Français, les autorisent à voyager sur le territoire et surtout donnent la liberté de religion.
À Lhassa, où ils arrivent en 1846, les Mandchous ont mis en place des « ambassadeurs » ambans depuis 1723. De plus, lorsque Huc et Gabet arrivent, le 9e dalaï-lama Kèdroup Gyatsho (1838-1856) (tib : mKhas-grub rGya-mtsho) n’a que huit ans et le régent vient d’être démis de ses fonctions et remplacé. Cette instabilité politique permet à l’amban Qishan (chi) d’imposer sa volonté.
Après un procès où ils sont innocentés, ils se lient avec le nouveau régent et le chef des Cachemiris (musulmans). Mais l’amban cherche à expulser ces Occidentaux ; s’il est en poste au Tibet, c’est parce qu’il a mal négocié avec les Anglais lors de la guerre de l’opium, il ne veut pas se tromper cette fois-ci. Après maintes protestations, il trouve enfin l’argument qui convient : les missionnaires mettent en danger la religion du Tibet, c’est le même argument qu’au XVIIIe siècle. Le régent ne peut résister et les deux pères rentrent en Chine sous escorte après quelques semaines passées à Lhassa.
Malgré leur court passage, Huc décrit avec beaucoup de détail la vie à Lhassa : les populations, la politique, l’économie, la religion et de nombreux autres points qui font de son travail une source ethnographique intéressante. Ils sont les seuls Occidentaux à passer à Lhassa depuis la mission capucine de della Penna et les derniers missionnaires à s’y être installés[réf. souhaitée].

### Missions étrangères de Paris

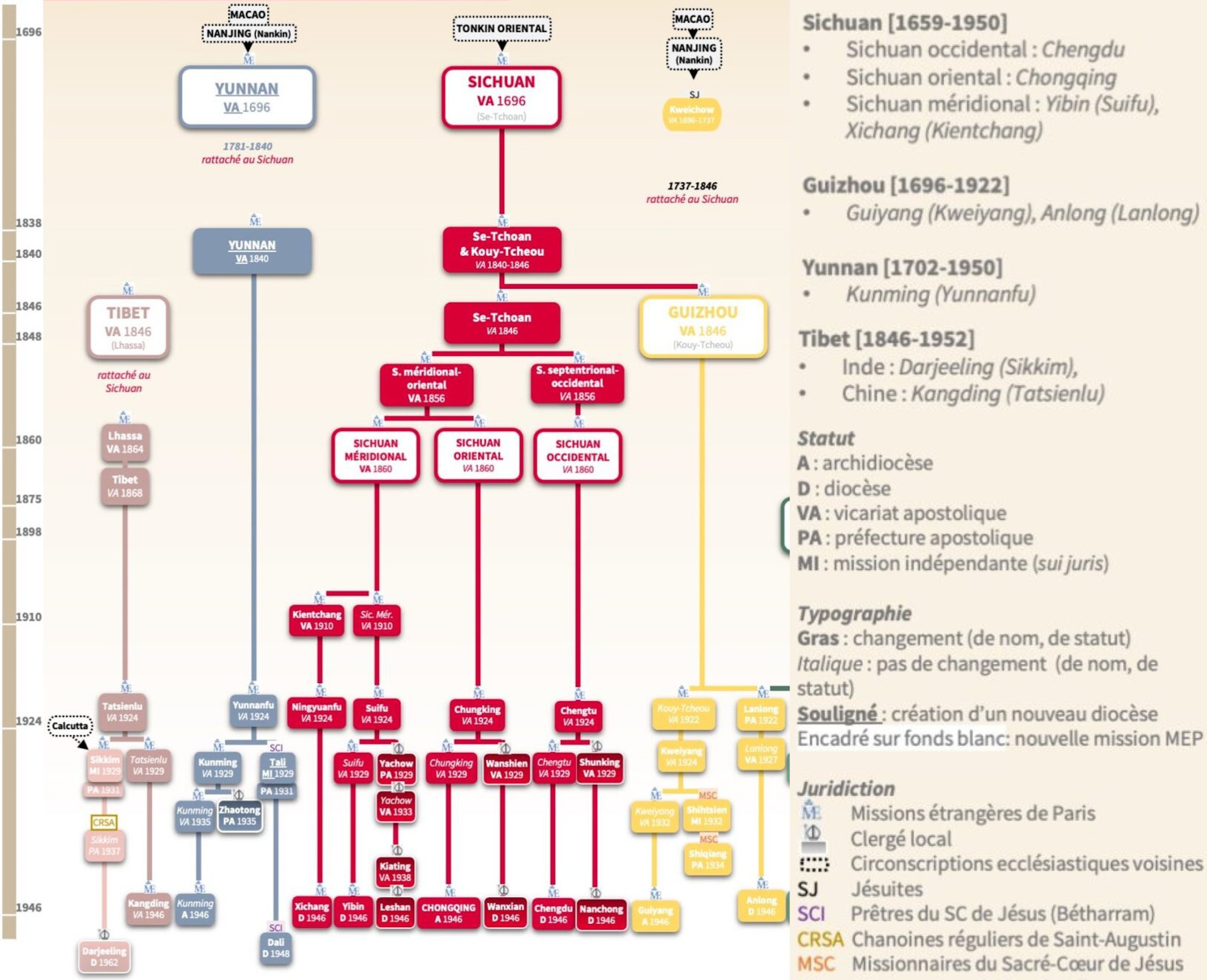
Généaologie de la juridiction des Missions étrangères de Paris au Sichuan, ainsi que ses trois rattachements : Tibet, Yunnan et Guizhou.

Comme il en a déjà été question, le Tibet est rattaché aux vicariats du Yunnan et du Sutchuen (aujourd'hui romanisé comme Sichuan) en 1846 par Grégoire XVI (1765-1846) qui donne la responsabilité de l’évangélisation aux Missions étrangères de Paris (MEP). En 1847, le père Charles Renou (1812-1863) part déguisé en marchand pour Dartsedo (tib : Dar-rtse-mdo ; chi : Kangding) puis poursuit sa route vers Chamdo (tib : Chab-mdo). Il est reconnu et arrêté en 1848 et raccompagné à Canton, tout comme Huc et Gabet quelques années auparavant. Renou est de retour au Tibet en 1852 où il est accueilli pendant dix mois au monastère de Kyegu Dondroup Ling (tib : sKye-rgu’i Don-’grub Gling) près de Jyekundo (tib : sKye-rgu-mdo ; chi : Gyegû). Il apprend ainsi la langue et commence le dictionnaire « Thibétain-Latin » des Missions étrangères repris ensuite par Jean-Charles Fage (1824-1888) et Auguste Desgodins.
Parallèlement, les pères Nicolas Krick (1819-1854) et Augustin Bourry (1826-1854) approchent du Tibet par le sud, depuis l’Assam. Krick organise une première expédition en 1851. En 1852, ayant atteint la tribu Mishmi, il est chassé quelques jours plus tard. En 1853, il visite, sans résultats, la tribu des Abors. Il organise une dernière expédition avec Bourry en 1854 dans le Dzayul (tib : rDza-yul). Durant quatre ou cinq semaines, ils étudient la langue et soignent la population. Ils auraient été tués à l’instigation des autorités tibétaines. Ce fut la seule tentative d’entrée au Tibet par le sud faite par les MEP.
En 1856, Pie IX (1792-1878) charge Mgr Joseph Desflèches (1814-1887), responsable du Sichuan, de choisir un vicaire pour la mission de Lhassa : il retient Mgr Thomine-Desmazures (1804-1869). En 1861, Auguste Desgodins part à son tour pour Dartsedo, il en est chassé en 1864.

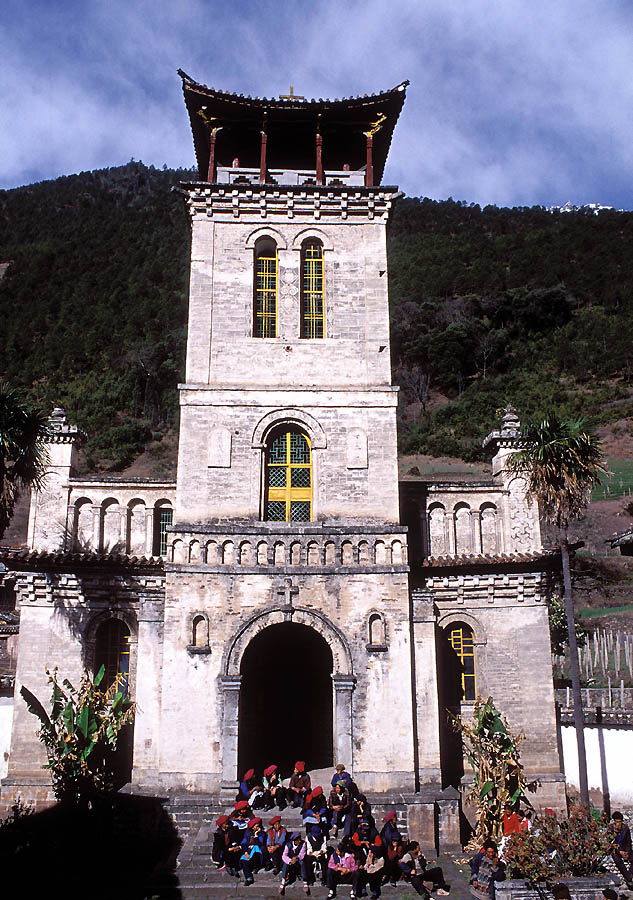
Église du Sacré-Cœur de Tsedjrong dans le Yunnan, fondée par les MEP

En 1858, le traité de Tientsin, qui marque la fin de la seconde guerre de l’opium, devait permettre l’activité missionnaire sans problèmes. Pourtant, la politique locale reste souvent hostile à leur égard. On remarque, dans les lettres des MEP, de grandes différences dans leur approche du Tibet et de sa religion. Les premiers partaient à la recherche d’un « paradis perdu » puis le père Huc considérait le bouddhisme comme un christianisme primitif, mais les envoyés des MEP et plus tard du Grand-Saint-Bernard n'y voient que des manifestations de Satan dans les divers symboles tels que stupas, drapeaux à prières, fresques… D’autre part, ne cherchant pas vraiment à comprendre leur culture, les missionnaires s’attirent l’hostilité des moines et, selon la population, irritent les divinités locales. Ils sont ainsi rendus responsable du tremblement de terre de Batang (tib : ‘Ba’-thang) en 1870 et de la sécheresse de 1872. De plus, le traité de Tientsin de 1885, donnant encore plus de pouvoir aux Français, instaure un sentiment anti-français en Chine. À la suite de l'invasion du Tibet en 1904 par les Britanniques, Auguste Desgodins est désigné « curé de Lhassa » par son évêque  Pierre-Philippe Giraudeau , mais il ne se rendra pas dans la capitale du Tibet. En 1905, un père se range du côté de l’oppresseur Zhao Erfeng (1845-1911) plutôt que de se mettre du côté des Tibétains, ce qui lui aurait peut-être permis de développer sa mission. Après la chute de l’empire Mandchou en 1911, les tentatives d’invasion du Tibet en 1917 et 1930 n’aident pas non plus l’implantation des MEP. Certains de ces missionnaires ont aussi du mal à s’adapter au climat, c’est pourquoi une douzaine de chanoines de la congrégation du Grand-Saint-Bernard leur sont envoyés après 1930 à l'invitation de Mgr de Guébriant. Ce sont de jeunes missionnaires qui sont aguerris à la vie en montagne et qui ont aussi le projet de construire un hospice en 1933 au col de Latsa (tib : La-rtsa) entre les vallées du Mékong (tib : rDza-chu) et de la Salouen (tib : rGya-mo dNgul-chu). En 1934, c'est le passage de la Longue Marche, puis en 1952, la révolution communiste qui met fin à la présence missionnaire.
Nombre de missionnaires ont tout de même travaillé dans les Marches tibétaines. Outre ceux déjà cités, il y a le bienheureux Maurice Tornay (1910-1949), qui fait partie de la congrégation du Grand-Saint-Bernard et qui est assassiné en haute montagne en 1949; les pères Georges André (1891-1965), qui s'occupait de la mission de Bahang et qui rédigea un dictionnaire français-loutse; Jules Dubernard (1840-1905), assassiné en 1905; Jean-Baptiste Brieux (1845-1881), assassiné en 1881; le fameux Mgr Félix Biet (1838-1901), vicaire apostolique de Ta-tsien-lou, qui envoie des spécimens zoologiques en France; Mgr Pierre Giraudeau (1850-1941); Mgr Pierre Valentin (1880-1962), dont l'épiscopat se caractérise par la multiplication d'œuvres (orphelinats, écoles, centres de soins, etc.); le père Soulié (1858-1905), botaniste qui fit parvenir de nombreuses espèces au Muséum national d'histoire naturelle à Paris et qui fut assassiné en 1905; ou encore le père Francis Goré. Ce dernier est l’un des rares à remettre les persécutions subies par les missionnaires dans le contexte historique : «… Mais alors, comment expliquer les persécutions ? Il n'y a qu'à en rappeler les dates pour se rendre compte que les missionnaires furent enveloppés dans des révoltes dont le but était politique. L'expulsion des missionnaires du Thibet, en 1865, a coïncidé avec la campagne thibétaine du Niarong, la persécution de 1887 a suivi la lutte dont le Sikkim fut le théâtre et l'enjeu celle de 1905 a accompagné le retrait des troupes anglaises de Lhassa et la révolte de Batang ; enfin, la dernière en date, en 1912, dans la région de Taofu, fut un épisode de la révolution antidynastique. Dans toutes ces circonstances, certaines lamaseries et leurs fermiers ont obéi à un mot d'ordre de l'autorité supérieure… »
D’autres paramètres peuvent expliquer cette persécution. En effet, les missionnaires permettaient aux convertis d’échapper à un système qui pouvait les desservir. Ainsi, ces convertis bénéficiaient de la protection de la France, ils pouvaient cultiver leur propre terre, échappaient au servage, aux impôts des lamas et aux corvées, bénéficiaient d’une instruction gratuite et pouvaient se faire soigner auprès des missions. Ce faisant, les monastères et aristocrates perdaient des sources de revenu. Sans le vouloir, peut-être par leur manque de connaissances de la culture, les missionnaires ont déstabilisé l'ordre social ancien et l’économie locale tenue par les lamassaries et l'aristocratie.
Par ces œuvres de charité, les missionnaires ne cherchaient pas forcément à convertir, mais à gagner la sympathie de la population. Parfois, la conversion se résumait à une sorte de marchandage. Outre ces convertis superficiels, il y avait un noyau de convertis sincères qui sont encore actifs aujourd’hui dans les Marches en bonne cohabitation avec les bouddhistes.

### Protestants

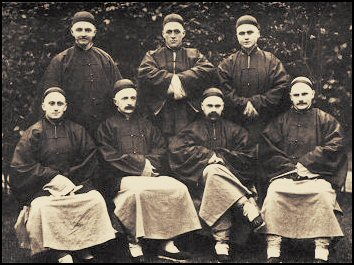
Les Sept de Cambridge en vêtements chinois en 1885.

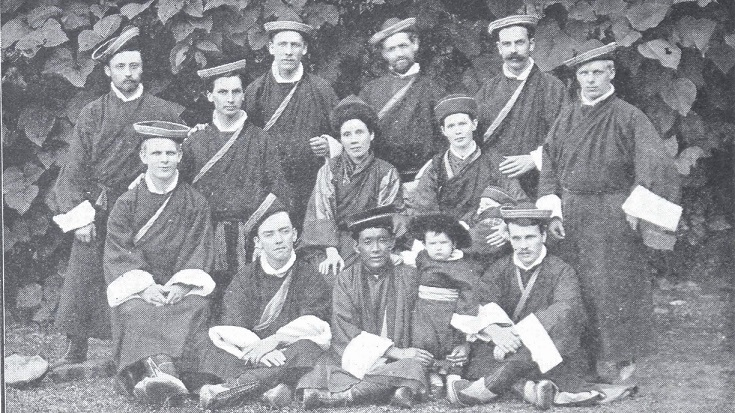
La mission pionnière tibétaine d'Annie Royle Taylor en 1894.

Au Tibet, les premières missions protestantes s’implantent à la fin du XIXe siècle. Vers 1877, la Mission à l'Intérieur de la Chine (China Inland Mission) est de passage dans les marches tibétaines, vers Dartsedo. Ce n’est que vingt ans plus tard, que Cecil Polhill Turner s’y installe durablement. Avant cette dernière date, Annie Royle Taylor (1855-1922), venant du Gansu en direction de Lhassa se fait arrêter et raccompagner à la frontière en 1893. Cette missionnaire faisait aussi partie de la China Inland Mission, elle s’installe au Nord du Kokonor avant de progresser petit à petit au Sud. Elle visite des monastères et n’hésite pas à se déguiser en moniale bouddhiste. Elle décrit les funérailles, et s’intéresse aussi aux coiffes. Après son arrestation en 1893, elle crée la Tibetan Pioneer Mission qui regroupe une douzaine de missionnaires. Cette nouvelle société se concentre sur le Sikkim et le sud du Tibet, mais l’ouverture du commerce britannique dans la région amena la dissolution de l’organisation. Elle continue son travail missionnaire au sein de la China Inland Mission dans les marches.

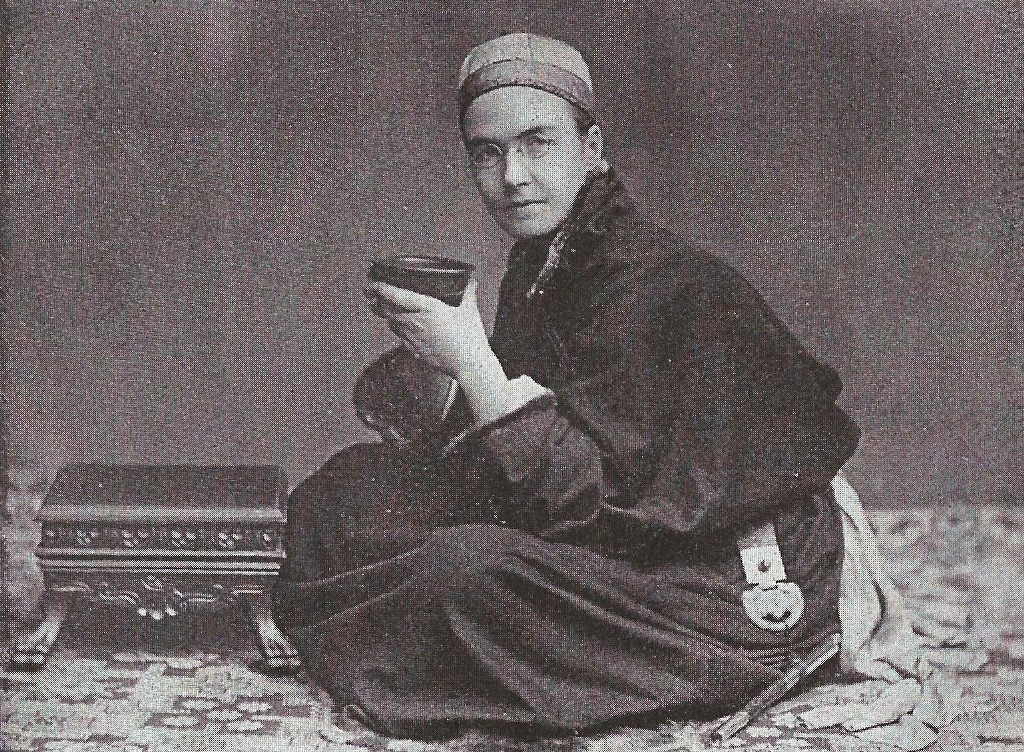
Susie Rijnhart

Vers 1885, quelques missionnaires de la China Inland Mission ont ouvert une station missionnaire à Xining. De là partent les caravanes pour Lhassa, c’est aussi par là que les pères Huc et Gabet passèrent pour entrer au Tibet. En 1898, la famille Rijnhart cherche à traverser le Tibet jusqu’à Lhassa. Mais le voyage se termine par la mort d’un nourrisson et la disparition de Petrus Rijnhart, le mari de Susie Carson (1868-1908). Elle est sur les traces de Huc et n’hésite pas à le corriger. À la mort de leur fils, celui-ci est enterré dans le désert du Chang-Thang (tib. : Byang-thang) et les deux parents récitent l’office en tibétain. Peu après, ils subissent une attaque de brigands, son mari disparaît en allant chercher de l’aide. Après être rentrée au Canada, elle retourne en 1903 au Tibet, où elle travaille avec le docteur Albert L. Shelton (1875-1922) au sein de la Foreign Christian Mission. Ils soignent les populations de Batang mais aussi traduisent et éditent des poésies et contes tibétains. Plusieurs dizaines de familles américaines tentent l’aventure de l’évangélisation malgré les difficultés, mais l’avance des communistes en 1936 les oblige  à fermer cette mission.
Dans le Yunnan, Cecil Polhill Turner crée la Pentecostal Mission au début du XXe siècle (~1915). Les centres missionnaires protestants se concentrent à proximité de leurs homologues catholiques. Ils fondent des hôpitaux et des écoles. D’une manière générale, l’évangélisation protestante dans les Marches tibétaines et dans l’Amdo n’a pas touché énormément les populations tibétaines.

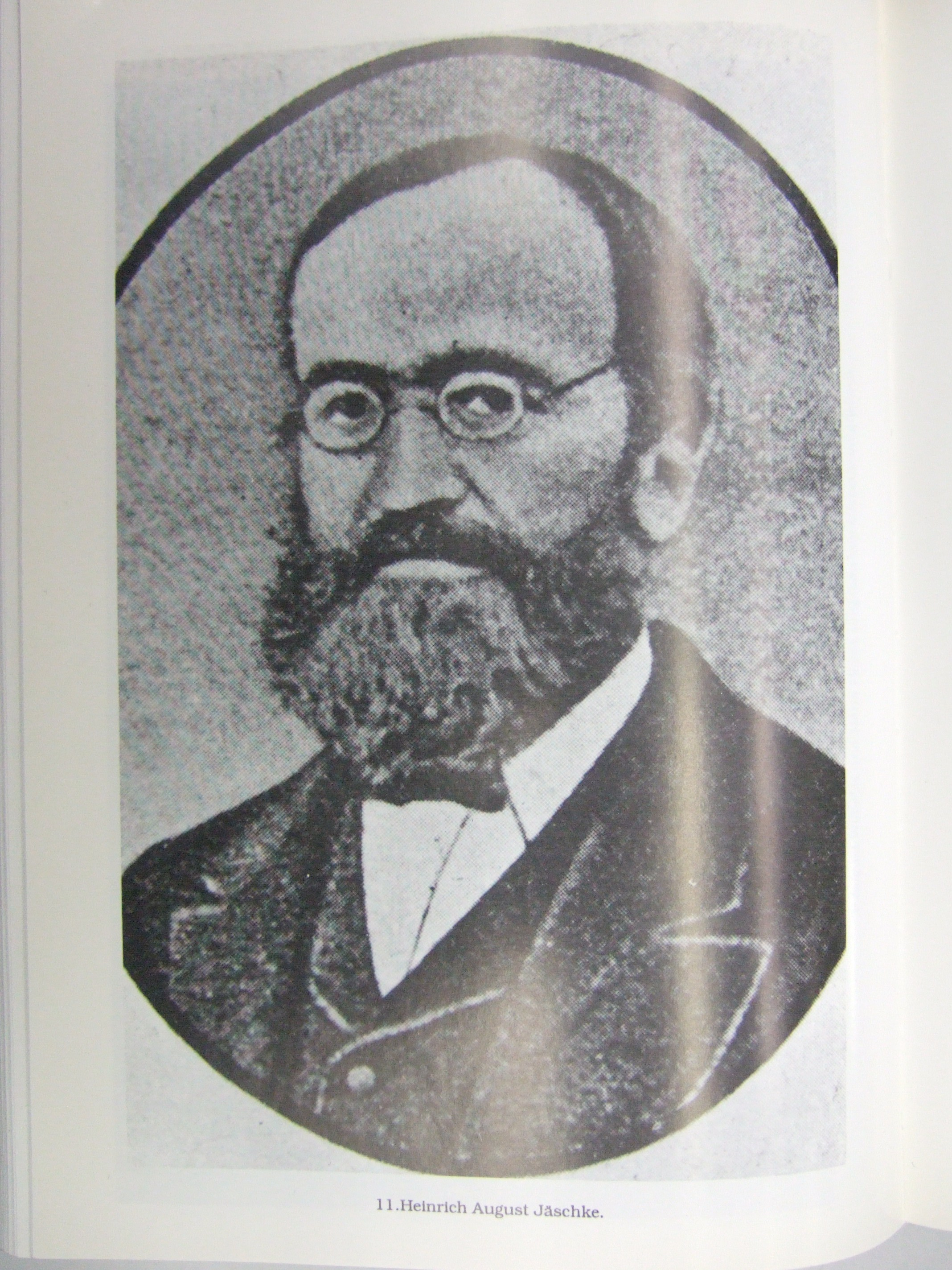
H. A. Jäschke.

Par contre dans les régions de culture tibétaine en Inde, Ladakh et Sikkim, les missions protestantes se sont implantées plus durablement. Ainsi au Ladakh, la mission Morave s’installe à Leh vers 1857. Une mission est fondée par August Wilhelm Heyde (1825-1907) et Eduard Pagell (1820-1883) à Keylong en 1854, puis à Poo dans le Kinnaur en 1865. En 1857, Heinrich August Jaeschke est appelé à Keylong, il part au Ladakh, à Stog (tib) près de Leh, afin d’apprendre et de maîtriser le tibétain. Il vit alors chez un moine du monastère de Hemis (tib), Sönam Tobgyè (tib : bSod-nams sTobs-rgyas), qui se convertit par la suite. En 1865, il part pour Darjeeling pour apprendre le dialecte de Lhassa, outre la grammaire il étudie la médecine, la vie du Bouddha, les 100 000 chants de Milarépa (tib. : Mi-la-ras-pa) et l’histoire du Ladakh, le La-dvags rGyal-Rabs (tib). En 1881, sort la première publication de son dictionnaire, où il met en évidence les différences de dialectes. Ce travail a pour objectif la traduction du Nouveau Testament qui pose plusieurs difficultés comme le choix du dialecte et les termes religieux. Il décide de traduire en chöké (tib. : Chos-skad), la langue du Dharma, afin que tous les lettrés, au Ladakh comme au centre, au Khams ou en Amdo, puissent comprendre. Pour les termes religieux, il utilise des termes bouddhistes en soulignant les différences. Malade, il doit rentrer en Allemagne en 1883. 

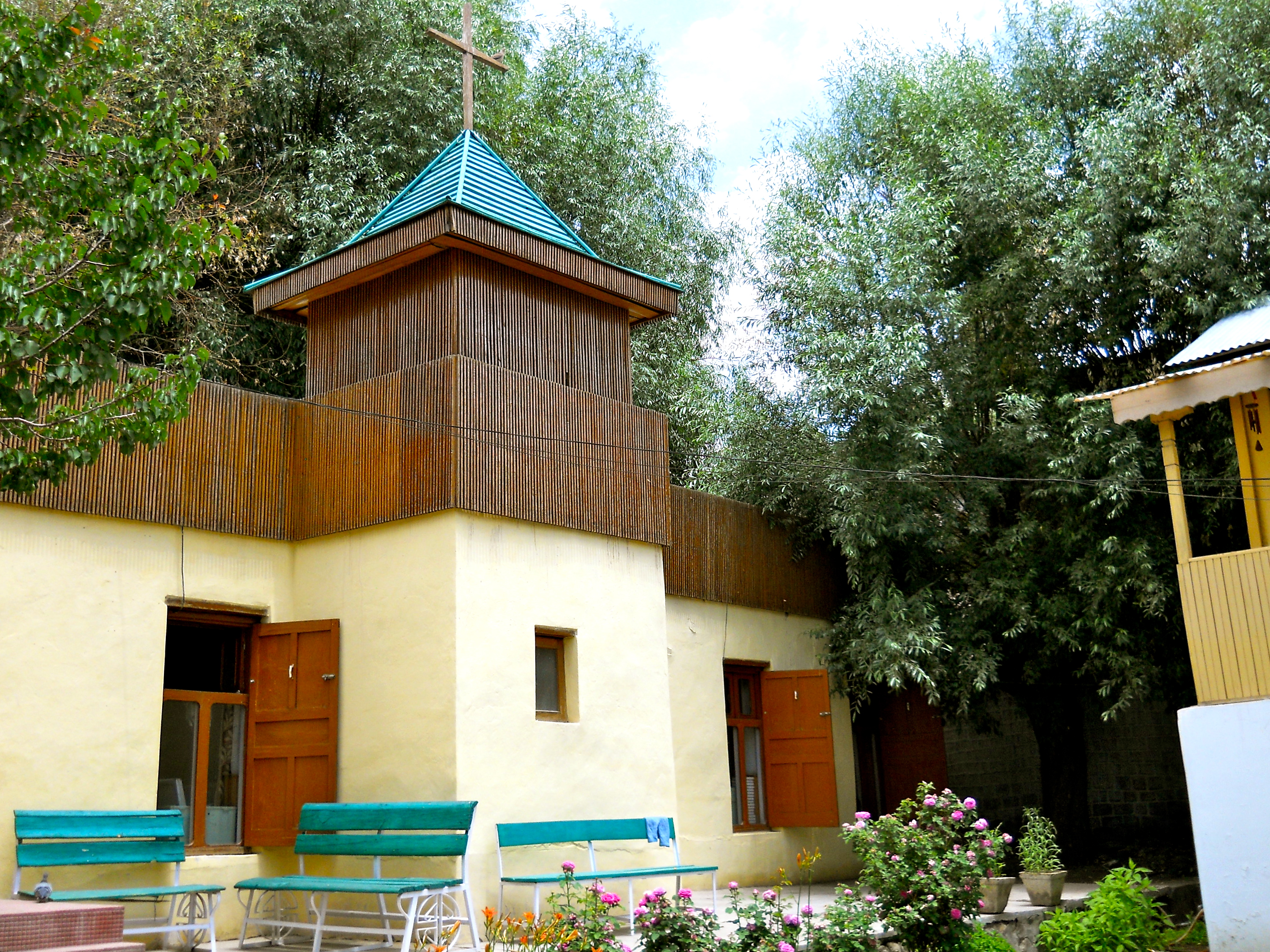
Église de Leh.

À Leh, une église est construite en 1885, puis une autre à Khalsi (tib : Kha-la-rtse) en 1899. Peu après le départ de Jaeschke, en 1896, August Hermann Francke, arrive au Ladakh. Il reste à Leh, puis va à Khalsi avant de rentrer sur Keylong. En raison des différences entre le tibétain classique et le ladakhi, il entreprend d’étudier particulièrement l’oral. Il traduit l’évangile de Marc en ladakhi et en lahuli. Il étudie aussi les chansons locales et l’épopée de Guésar. C’est alors qu’un pasteur, Benjamin La Troppe, lui fait le reproche que ses études l’empêchent de se concentrer sur l’évangélisation. Ce à quoi Francke répond que pour communiquer, il faut connaître la culture. Francke va éditer des textes à Leh, religieux, mais aussi locaux comme les mémoires de Khalsi qui retracent l’histoire de l’invasion Dogra de 1830. En 1904, il fonde le journal Ladakhi Agbar (tib : La-dvags kyi Ag-bar). En 1907, il édite son histoire du Ladakh, la première étude historique sur cette région. Après un bref retour en Allemagne, il retourne en Inde en 1909 où l’Archeological Survey of India lui commande un travail, qui est publié entre 1914 et 1926. En 1914 il revient au Ladakh par la Russie, le col de Karakoram, il souhaite apprendre le dialecte de Lhassa (tib : lHa-sa-skad), mais la Première Guerre Mondiale l’en empêche et il est rapatrié en 1916. Après la guerre, durant laquelle il est emprisonné, il devient professeur à l’Université de Berlin en 1924 où il poursuit ses études sur les chants folkloriques et l’Histoire ; il se penche sur l’étude d’un texte Bön, le Sermig (tib : gSer-myig) ainsi que d’autres textes retrouvés à Turfan.
Au Ladakh, les moraves se sont bien implantés et en 1921 deux Ladakhis se préparent à devenir pasteur. Parmi eux, Joseph Gergan (tib : dGe-rgan) (1876-1946) aide grandement Francke dans ses recherches. Son père, Sönam Wangyal (tib : bSod-nams dBang-rgyal), était tuteur du panchen lama, il vient d’un milieu cultivé et est envoyé à Srinagar pour étudier. Il écrira une histoire du Ladakh, le La-dvags rGyal-rabs Chi-med gTer (tib), édité trente ans après sa mort par son fils S.S. (tib : bsTan-’dzin bSod-nams) Gergan. Les derniers missionnaires en poste à Leh sont Suisses, Pierre et Catherine Vittoz, ils quittent Leh en 1956. Mais les trois églises de Leh, Khalsi et Shey sont toujours occupées et les descendants de Joseph Gergan entretiennent la transmission du christianisme et baptisent encore régulièrement des Ladakhis.
Près du Sikkim, le plus connu est un Tibétain, Dorje Tharchin (1890-1976) (tib : rDo-rje mThar-phyin) appelé Tharchin Babu. Il est né au Kinnaur et étudie à Kalimpong, où il est baptisé par un pasteur de la mission Morave, le révérend Shreve. En 1918, il visite le Tibet et Lhassa, il y retourne à cinq reprises. En 1921, il établit une école à Gyantsé (tib : rGyal-rtse). En 1926, à Kalimpong, il fonde un journal, le Tibet Miror, (tib : Yul-phyogs So-so’i gSar-’Gyur Me-long). Ce journal n’a pas de but religieux, il est question d’informations sur les événements qui se déroulaient en Asie, mais il était aussi ouvert au monde par divers reportages sur les technologies de l’Occident, les personnalités politiques, l’économie. Malgré tout, Tharchin avoue lui-même avoir un éditorial moralisateur condamnant par exemple l’alcool. Connaissant bien les deux mondes, tibétain et indien-britannique, Tharchin était sollicité par les Tibétains souhaitant descendre dans la plaine. Il entretint de bonnes relations avec le dalaï-lama et le panchen lama, qui l’aidèrent financièrement et moralement pour son imprimerie.
D'autres missionnaires protestants comme Grant Griebenow, la famille Ekvall ou les missionnaires américains de la Scandinavian Alliance Mission ont été influents. Mais les missionnaires moraves représentent le mieux les recherches et le travail faits par la plupart des protestants au Tibet. D’autre part, le témoignage d’une missionnaire, Isabella Bird Bishop (1831-1904), qui visita le Ladakh en 1889, est intéressant à plus d’un titre : bien qu’elle soit très critique envers les missionnaires, elle est confrontée à la société musulmane du Cachemire, ce qui fait de son récit un témoignage singulier.

### Expulsions
En 1952, vingt-trois prêtres français (des Missions étrangères de Paris) et suisses (de la congrégation du Grand-Saint-Bernard) sont expulsés du Tibet par les autorités communistes. Ils laissent sur place environ cinq mille catholiques tibétains. En fin de compte, ce furent 108 missionnaires, dont treize périrent assassinés, qui écrivirent les pages de l'histoire des missions du Tibet de 1846 à 1952, sans compter les religieuses autochtones, les franciscaines missionnaires de Marie qui tenaient la léproserie d'Otangtsé, les catéchistes, et les Tibétains chrétiens eux-mêmes…

## XXIesiècle
Selon l'association américaine ChinaAid, qui cite Song Xinkuan, un chrétien de la province de Henan, onze chrétiens dont lui-même ont été arrêtés le 7 octobre 2011 puis relâchés par la police à Lhassa, constituant peut-être la première persécution de chrétiens dans la région autonome du Tibet. Song Xinkuan, qui est accusé de rassemblements illégaux chez lui, affirme que la police lui a répété que « la religion chrétienne était non seulement illégale au Tibet mais constituait un prétendu culte qui sapait l'unité ethnique et la stabilité sociale » Song Xinkuan a été relâché le 11 novembre, après avoir connu, durant plus d'un mois de prison, injures et mauvais traitements.  Ses biens, confisqués au cours d'une fouille à son domicile, ont été détruits.